# 河野まさと
河野 まさと（こうの まさと、1968年2月19日 - ）は、日本の俳優。1988年「宇宙防衛軍ヒデマロ3」より劇団☆新感線に参加。
愛称はサンボ。「井戸穴じょーじの大冒険」の役名に由来する。

## 出演

### 舞台

#### 劇団☆新感線
- 宇宙防衛軍ヒデマロ3〜キルファーライジング
- 喜劇 井戸穴じょーじの大冒険
- ヒデマロ4〜逆襲のビリィ
- 仮名絵本西遊記（1989年）
- スサノオー神の剣の物語〜レミュエル・ガリヴァ著『偽書倭人伝』より（1989年）
- ボッキー・ホラー・ショー〜HOUSE OF THE FOOLIN’
- 宇宙防衛軍ヒデマロⅤ〜完結篇〜
- 髑髏城の七人（1990年）
- アトミック番外地
- 仮名絵本西遊記（1991年）
- カチカチ山
- 銀河一発伝説 ゴローにおまかせ
- 劇団☆新感線一座興行
- TIMESLIP 黄金丸
- 地獄の軍団 ゴローにおまかせ2
- スサノオ〜武流転生（1994年）
- 古田新太之丞東海道五十三次地獄旅〜ハヤシもあるでョ！
- The House of BOCKY HORROR ROCK’N ROLL CIRCUS
- 星の忍者 〜Stranger in a Strange Star
- ゴローにおまかせ3〜後ろから前から
- BEAST IS RED〜野獣郎見参！（1996年）
- 花の紅天狗（1996年）
- 直撃！ドラゴンロック〜轟天
- 髑髏城の七人（1997年）
- SUSANOH〜魔性の剣（1998年）
- The Vampire Strikes Rock
- PSY U CHIC―西遊記 〜仮名絵本西遊記より〜（1999年）
- 直撃！ドラゴンロック2・轟天大逆転〜九龍城のマムシ
- リトルセブンの冒険
- LOST SEVEN
- 犬夜叉（2000年）
- 阿修羅城の瞳〜BLOOD GETS IN YOUR EYES（2000年）
- 古田新太之丞・東海道五十三次地獄旅〜踊れ！いんど屋敷
- 犬夜叉（2001年）
- 野獣郎見参〜BEAST IS RED（2001年）
- 大江戸ロケット
- 直撃！ドラゴンロック3〜轟天対エイリアン
- スサノオ〜神の剣の物語（2002年）
- アテルイ
- 七芒星
- 阿修羅城の瞳〜BLOOD GETS IN YOUR EYES（2003年）
- レッツゴー！忍法帖
- 髑髏城の七人〜アカドクロ〜
- SHIROH
- 荒神〜AraJinn
- 吉原御免状
- メタルマクベス
- Cat in the Red Boots
- 朧の森に棲む鬼
- 犬顔家の一族の陰謀〜金田真一耕助之介の事件です。ノート
- IZO
- 五右衛門ロック
- 蜉蝣峠
- 蛮幽鬼
- 薔薇とサムライ〜GoemonRock OverDrive
- 鋼鉄番長[3]
- 港町純情オセロ
- 髑髏城の七人（2011年）
- シレンとラギ
- ZIPANG PUNK〜五右衛門ロックⅢ
- 蒼の乱
- ラストフラワーズ
- 五右衛門VS轟天
- 乱鶯
- Vamp Bamboo Burn〜ヴァン！バン！バーン！〜
- 髑髏城の七人 Season花
- 髑髏城の七人 Season風
- 修羅天魔〜髑髏城の七人 Season極
- メタルマクベス disc2
- 偽義経冥界歌
- けむりの軍団
- 偽義経冥界歌
- 月影花之丞大逆転
- 狐晴明九尾狩
- 神州無頼街
- 薔薇とサムライ2〜海賊女王の帰還〜
- ミナト町純情オセロ〜月がとっても慕情篇〜
- 天號星
- バサラオ
- 紅鬼物語[4]
- 爆烈忠臣蔵〜桜吹雪 THUNDERSTRUCK[5]

#### 客演
- 天使は瞳を閉じて（第三舞台）
- 広島に原爆を落とす日（RUP）（作: つかこうへい 演出: いのうえひでのり）（紀伊国屋サザンシアター）（1997年）
- 広島に原爆を落とす日（RUP）（作: つかこうへい 演出: いのうえひでのり）（ル・テアトル銀座）（1998年）
- お茶の魔（RUP）
- 〜音楽活劇〜レディ・ゾロ（松竹）（作: 中島かずき 演出: 西川信廣）
- 2学期の嵐（透明ランナー）
- 夏光線（透明ランナー）
- リチャード三世（演出: いのうえひでのり）
- 電車は血で走る（劇団鹿殺し）
- abc赤坂ボーイズキャバレーSpinOff「2回裏」〜喝！＆勝つ！〜（ケイダッシュステージ）
- 川崎ガリバー（WBB）
- クライマックス（トーキョーハイライト）
- 鉈切り丸（パルコ・東京グローブ座）（作: 青木豪 演出: いのうえひでのり）
- 曇天に笑う
- Nijyu（トーキョーハイライト）
- キルミーアゲイン（劇団鹿殺し）

### テレビドラマ
- てれびモドキ 年末特別番組情報（KTV）
- ワイン殺人事件25歳の夏 第2、4、5、7、9 - 16話（NHK）
- 熱海連続殺人事件（NTV）
- 学生推理王決定(MBS)
- 新マチベン 〜オトナの出番〜 第1話（NHK）
- 猿ロック 第6 - 8話（YTV）
- MM9-MONSTER MAGNITUDE-（MBS）

### CM
- お茶処さがみ
- ほっかほっか亭
- JA和歌山「和歌山の柿」
- アートネイチャー
- JR東海こだま
- 中部電力
- PlayStation 3「フリーズパパ」

### アニメ映画
- Genius Party Beyond MOONDRIVE

### ラジオ
- 近鉄ワントークシアター（FM大阪）
- FMシアター ラジオドラマ ならず者[再]（NHK和歌山）（1992年）

### その他
- COIL「クルクルフェチ」MV